# Morten Grunwald
Morten Grunwald (Odense, 1934. december 9. – Hellerup, Gentofte község, 2018. november 14.) dán színész, színházi rendező. Az Olsen-banda filmekben Benny Frandsen-t alakította. 83 évesen halt meg tüdőrákban. 
Az Olsen-filmekből eredetileg nem terveztek sorozatot, de azonnal akkora népszerűségre tettek szert, hogy tovább gyártották. Grunwald ezen filmektől lett igazán híres, de sikeres volt színházi színészként és rendezőként is.

## Fontosabb filmjei
- Olsen bandája (Olsen-Banden) (1968)
- Az Olsen-banda pácban (Olsen-Banden på spanden) (1969)
- Az Olsen-banda nagyban játszik (Olsen-Banden i Jylland) (1971)
- Az Olsen-banda nagy fogása (Olsen-Bandens store kup) (1972)
- Olsen tervez – a banda végez (Olsen-Banden går amok) (1973)
- Az Olsen-banda boldogul (Olsen-Bandens sidste bedrifter) (1974)
- Az Olsen-banda sínre kerül (Olsen-Banden på sporet) (1975)
- Az Olsen-banda bosszúja (Olsen-Banden ser rødt) (1976)
- Az Olsen-banda újra akcióban (Olsen-Banden deruda´) (1977)
- Az Olsen-banda hadba száll (Olsen-Banden går i krig) (1978)
- Az Olsen-banda nem adja fel (Olsen-Banden overggiver sig aldrig) (1979)
- Az Olsen-banda veszi az akadályt (Olsen-Banden flugt over plankeværket) (1981)
- Az Olsen-banda olajra lép (Olsen-Banden over alle bjerge) (1981)
- Farkas az ajtó előtt (Oviri) (1986)
- Gyilkosság a sötétben (Mord i mørket) (1986)
- Jul på slottet (1986, tv-sorozat, 24 epizódban)
- Gyilkosság az Édenben (Mord i Paradis) (1988)
- Az Olsen-banda legutolsó küldetése (Olsen-Bandens sidste stik) (1998)
- A Fekete Madonna (Den sorte Madonna) (2007)
- Egy férfi hazatér (En mand kommer hjem) (2007)
- Eksperimentet (2010)
- Csendes szív (Stille hjerte) (2014)